# Pfarrkirche Nebersdorf

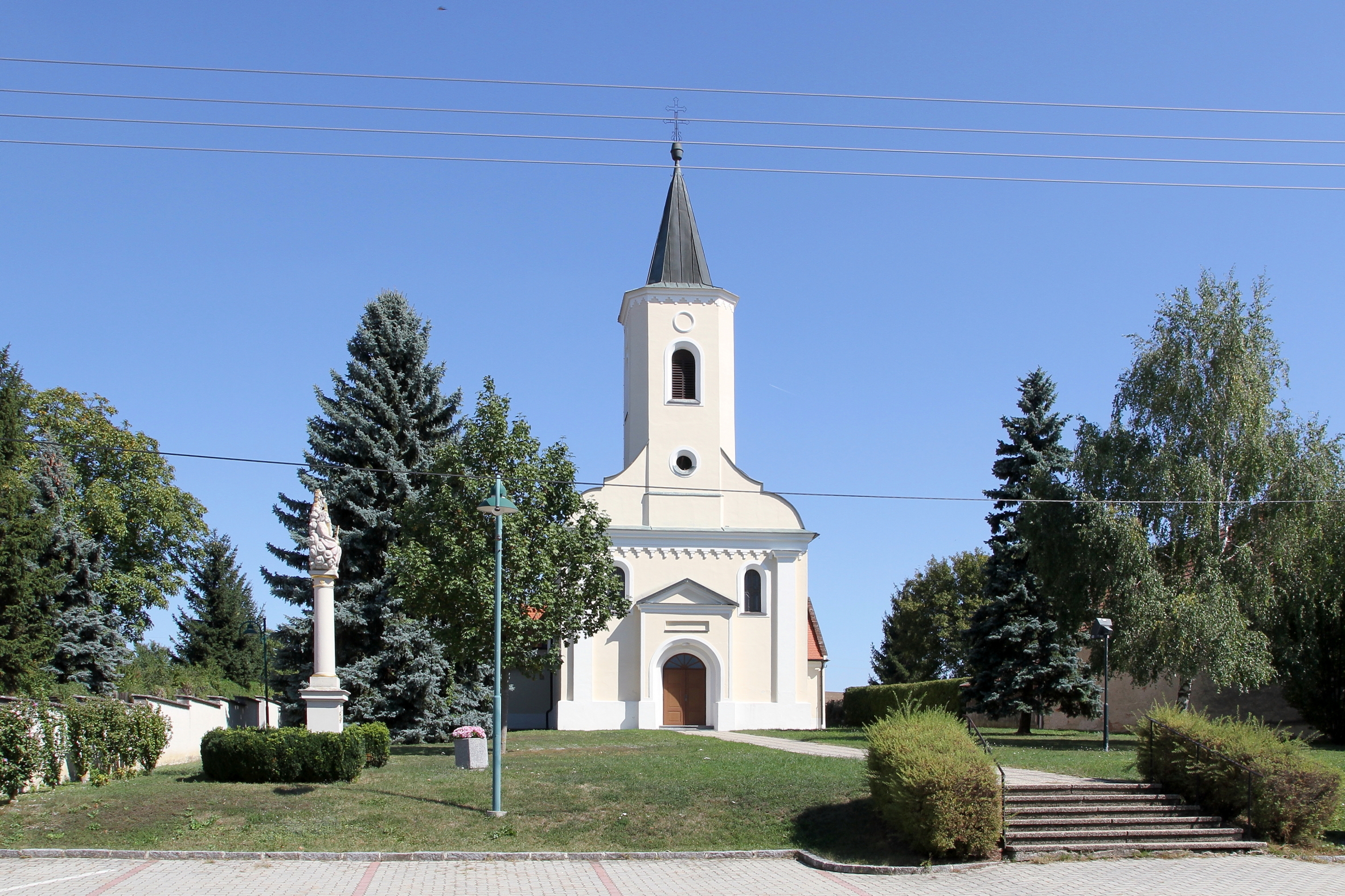
Pfarrkirche Nebersdorf

Die römisch-katholische Pfarrkirche Nebersdorf steht in der Ortschaft Nebersdorf (kroatisch Šuševo) in der Gemeinde Großwarasdorf im Bezirk Oberpullendorf im Burgenland. Sie ist dem Fest Allerheiligen geweiht und gehört zum kroatischen Dekanat Großwarasdorf.

## Geschichte
Die Pfarre wurde um 1670 errichtet und 1816 nach einem Brand 1803 erneuert. Der heutige Bau stammt aus dem Jahr 1881. Eine Restaurierung erfolgte 1969.

## Architektur und Ausstattung
Die Kirche ist ein einfacher Bau mit westlichem Fassadenturm mit Spitzhelm. Der Chor ist eingezogen und flach geschlossen.
Das Gotteshaus ist dreijochig und im Altarraum platzlgewölbt.
Die Einrichtung stammt großteils aus der Bauzeit nur ein großes Kruzifix aus Holz stammt aus der ersten Hälfte des 19. Jahrhunderts.
Die Orgel aus 1993 wurde von Walcker-Mayer in Guntramsdorf gebaut.
Vor der Kirche ist ein Rokoko-Grabstein des Johann Fabianisch († 1773).